# Vincenzo Franceschini (né en 1680)
Ne pas confondre avec le peintre Vincenzo Franceschini (1812-1885).
Pour les articles homonymes, voir Vincenzo Franceschini.
Vincenzo Franceschini, né en 1680 à Rome, et mort vers 1750, est un graveur et peintre italien.

## Biographie
Vincenzo Franceschini naît en 1680 à Rome.

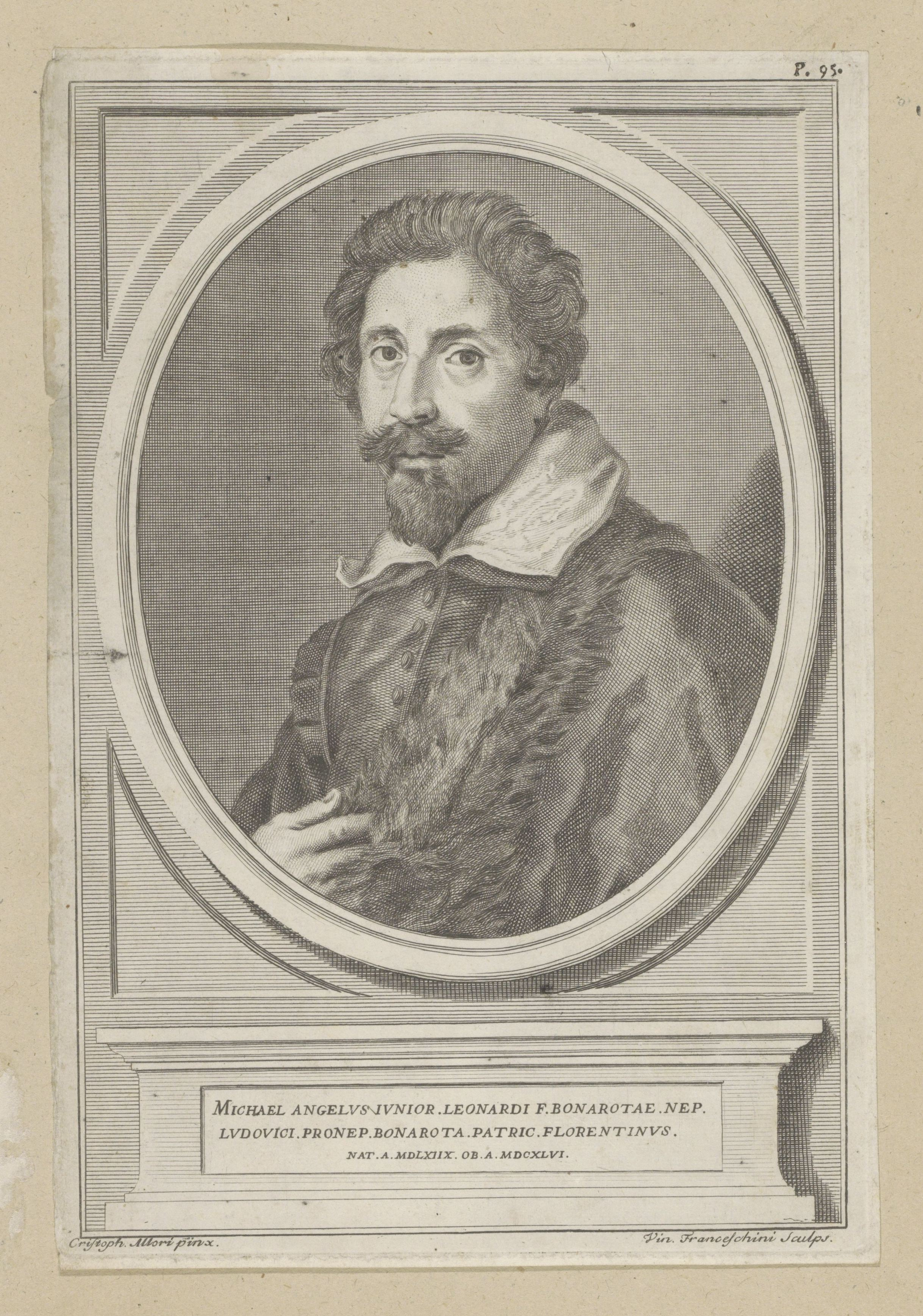
Portrait de l'artiste Michelange, eau-forte (n. d., Rijksmuseum Amsterdam).

Il est probablement lié à Domenico Franceschini. Vincenzo Franceschini est un peintre et graveur au burin. Actif à Florence entre 1700 et 1740, il grave quelques illustrations pour le Museum Florentinum, publiées en 1748.